# Atouguia
Atouguia é uma povoação portuguesa sede da Freguesia de Atouguia do Município de Ourém, freguesia com 19,55 km² de área e 2087 habitantes (censo de 2021), tendo, por isso, uma densidade populacional de 106,8 hab./km².

## Demografia
Nota: a freguesia foi criada pelo decreto-lei n.º 22.843, de 19/07/1933, com lugares da Freguesia de Ourém.
A população registada nos censos foi:
| Distribuição da População por Grupos Etários | Distribuição da População por Grupos Etários | Distribuição da População por Grupos Etários | Distribuição da População por Grupos Etários | Distribuição da População por Grupos Etários |
| -------------------------------------------- | -------------------------------------------- | -------------------------------------------- | -------------------------------------------- | -------------------------------------------- |
| Ano                                          | 0-14 Anos                                    | 15-24 Anos                                   | 25-64 Anos                                   | > 65 Anos                                    |
| 2001                                         | 448                                          | 335                                          | 1260                                         | 417                                          |
| 2011                                         | 379                                          | 309                                          | 1280                                         | 486                                          |
| 2021                                         | 209                                          | 269                                          | 1099                                         | 510                                          |